# 広岡裕児
広岡 裕児（ひろおか ゆうじ、1954年 - ）はフランス在住のジャーナリスト。

## 来歴
神奈川県川崎市出身。大阪外国語大学フランス語科卒。卒業後はパリ第三大学映画科に留学する。その後、フランスに留まりジャーナリストとして活動する。パリ郊外の自治体プロジェクトに参加し、この他、さまざまな業務・研究報告・通訳・翻訳に携わる。

## 著書
- 『皇族』中央公論新社 のち中公文庫
- 『一等国の皇族』中央公論新社
- 『「皇室・王室」がきちんとわかる本』オーエス出版社
- 『エコノミストには絶対分からないEU危機』文春新書
- 『EU騒乱―テロと右傾化の次に来るもの』新潮選書
- 『世界争乱2024　揺れる世界をフランスから見る』中央公論新社